# Kreuzjoch
Le Kreuzjoch est le plus haut sommet des Alpes de Kitzbühel, dans le land du Tyrol en Autriche.
Il forme également l'extrémité sud-ouest du massif. À l'ouest, il est bordé par la Zillertal et par la vallée de Gerlos (de) au sud-est.